# إدريز توسكيتش
إدريز توسكيتش (بالإيطالية: Idriz Toskic)‏ هو لاعب كرة قدم إيطالي في مركز الوسط، ولد في 12 أكتوبر 1995 في مولفتا في إيطاليا. شارك مع منتخب الجبل الأسود تحت 19 سنة لكرة القدم ومنتخب الجبل الأسود تحت 21 سنة لكرة القدم. أما مع النوادي، فقد لعب مع كييفو فيرونا ونادي باري ونادي مونزا.

## وصلات خارجية
- إدريز توسكيتش على موقع قاعدة بيانات كرة القدم.إي يو (الإنجليزية)
- إدريز توسكيتش على موقع Soccerway.com (الإنجليزية)
- إدريز توسكيتش على موقع AS.com (الإسبانية)